# Paweł (Joannu)
Paweł, imię świeckie Pawlos Joannu (ur. 1947 w Chalkidzie, zm. 13 stycznia 2019 tamże) – grecki duchowny prawosławny, w latach 2006–2019 metropolita Sisanionu i Siatisty.

## Życiorys
Święcenia diakonatu przyjął w 1973, a prezbiteratu w 1974. Chirotonię biskupią otrzymał 4 marca 2006.